# Atlântida (cidade antiga)
Atlântida é o nome tradicional de uma antiga cidade no vale do rio Amazonas que acredita-se ter sido fundada por exploradores fenícios há mais de 4.000 anos. As descobertas foram feitas pelo Dr. Luis Bueno Horta Barbosa, que estava viajando com o General Cândido Rondon no final de 1929. Eles descobriram inscrições esculpidas nas rochas fundidas em hieróglifos. Para além das formações rochosas os exploradores recuperaram cerâmicas com hieróglifos inscritos ao longo do rio Cumina, no estado do Pará, Brasil. Seu trabalho indicou que os fenícios podem ter atravessado o rio Amazonas e que tenham estabelecido uma cidade na América do Sul.